# Santa Cruz County, Kalifornien
Santa Cruz County är ett county i den centrala delen av delstaten Kalifornien i USA. År 2000 hade Santa Cruz County totalt 262 382 invånare. Administrativ huvudort (county seat) är Santa Cruz. Santa Cruz County grundades år 1850. 

## Geografi
Enligt United States Census Bureau har countyt en total area på 1 573 km². 1 152 km² av den arean är land och 419 km² är vatten.

### Angränsande countyn
- San Mateo County - nordväst
- Santa Clara County - nordost
- San Benito County - sydost
- Monterey County - sydost och syd